# Rugby League European Federation
La Rugby League European Federation (RLEF) est l'organisme gérant le rugby à XIII principalement en Europe mais aussi en Afrique, en Amérique du Nord et dans le Moyen-Orient. Cette instance a été créée en 2003, à l'initiative du dirigeant anglais Richard Lewis et du dirigeant français Jean-Paul Ferré. La RLEF est responsable de l'organisation des principales compétitions européennes comme la Coupe d'Europe des nations, le Championnat d'Europe des moins de dix-neuf ans, le Bouclier européen, l'European Bowl et l'Euro Med Challenge. 
La RLEF coordonne et regroupe les initiatives de ses membres, son but est de développer la pratique de rugby à XIII en Europe, mais, fait assez rare pour une organisation qui comprend le mot « European » dans son intitulé, elle appuie également  le développement du rugby à XIII dans le monde entier, en Afrique par exemple.
Il est parfois malaisé, pour le grand public, de distinguer le domaine de compétence de la RLEF de celle la fédération internationale de rugby à XIII, tant leurs compétences semblent se chevaucher.

## Membres du bureau
- Richard Lewis (Président)
- Nicolas Larrat (Vice-président)
- Gary Tasker
- Jean-Alain Rives

## Les Pays membres

### Membres principaux
- Rugby Football League
- Fédération française de rugby à XIII
- Rugby League Ireland
- Lebanese Rugby League Committee
- Scotland Rugby League
- Serbian Rugby League
- South African Rugby League
- Wales Rugby League

### Membres associés
- Czech Rugby League Association
- Rugby League Deutschland
- Federazione Italiana Rugby League
- Jamaica Rugby League Association
- Norway Rugby League
- Russian Rugby League Federation
- Ukrainian Federation of Rugby League

### Observateurs officiels
- Canada Rugby League
- Associació Catalana de Rugby Lliga
- Denmark Rugby League
- Latvian Rugby League
- Maltese Rugby League Association
- Nederlandse Rugby League Bond
- Sweden Rugby League

### Non-classés
- Belgium Rugby League
- Estonia Rugby League Federation
- Greek Rugby League
- Maroc Rugby League
- Portuguese Rugby League Association
- Emirates Rugby League